# Puy-de-Serre
Puy-de-Serre è un comune francese di 310 abitanti situato nel dipartimento della Vandea nella regione dei Paesi della Loira.

## Società

### Evoluzione demografica
Abitanti censiti